# لي واي مان
لي واي مان (بالصينية: 李偉文) (18 أغسطس 1973 بهونغ كونغ في الصين - ) هو لاعب كرة قدم صيني في مركز الدفاع. شارك مع منتخب هونغ كونغ تحت 23 سنة لكرة القدم ومنتخب هونغ كونغ لكرة القدم. أما مع النوادي، فقد لعب مع نادي إيسترن سبورتس وHappy Valley AA ‏ وهونغ كونغ رينجرز وSing Tao SC ‏ وMutual FC ‏ وShatin SA ‏.

## وصلات خارجية
- لي واي مان على موقع الاتحاد الدولي (مؤرشف)  (الإنجليزية)
- لي واي مان على موقع ناشيونال فوتبول تيمز (الإنجليزية)